# Campanula reuteriana
Campanula reuteriana là loài thực vật có hoa trong họ Hoa chuông. Loài này được Boiss. & Balansa mô tả khoa học đầu tiên năm 1856.